# Jesse Waleson
Jesse Waleson (Amsterdam, 25 mei 2001) is een Nederlands basketballer.

## Carrière
In 2017 ging Waleson spelen voor de U18 van UCEM Mataro in Spanje. Na een jaar ging hij spelen voor de Orange Lions Academy. In 2019 kwam hij bij BC Oostende terecht en in 2020 maakte hij zijn debuut bij de eerste ploeg. In februari 2022 werd hij voor de rest van het seizoen uitgeleend aan Kangoeroes Mechelen. In februari 2023 ging hij voor de rest van het seizoen spelen voor het Nederlandse Landstede Hammers.
In de zomer van 2023 maakte hij de overstap naar de Spaanse derdeklasser CB Ciudad de Ponferrada. Nadat hij niet veel speelminuten kreeg keerde hij terug naar België en ging aan de slag bij tweedeklasser Basket SKT Ieper.
Waleson was een Nederlands jeugdinternational. Waleson In 2022 trainde hij al eens mee met de nationale ploeg en in 2023 zat hij in de voorselectie voor de twee laatste WK-kwalificatie wedstrijden.

## Privéleven
Zijn broer Flint Waleson is ook een basketballer.

## Erelijst
- Belgisch landskampioen: 2021, 2022, 2023
- Belgisch bekerwinnaar: 2021